# シミター (スタートレック)
シミター（Scimitar）は、アメリカのSFテレビドラマ『スタートレック』シリーズの映画『ネメシス/S.T.X』に登場する架空の宇宙船。

## 概要
ロミュラン帝国の最下層の隷属種族として長年虐げられてきたレムス人による大型戦艦ウォーバード。シンゾン総督の指揮。レムス人が極秘に建造していた大型戦艦で、地球暦2379年に初めて存在が確認される。ロミュラン帝国でよく見られるデイダリデックス級ウォーバードほどではないが、惑星連邦宇宙艦隊のソヴェリン級宇宙艦よりもはるかに大型で、船体はシルバーグレー色。外見はクリンゴン帝国防衛軍のバード・オブ・プレイのような猛禽類を模したもので（ただし頭部に該当する部分はない）、胴体部上面後方左右にバナナに似た形状のワープナセルが搭載されているなど、地球暦22世紀中頃のクリンゴン船に近いデザインになっている。
地球人を抹殺するためセクター001へ向かい、セクター1045に集結したオメガ戦闘群に合流しようとするU.S.S.エンタープライズEをバッセン断層で襲撃する。当初は圧倒的有利に戦況を進めていたが、U.S.S.エンタープライズEの捨て身の体当たりを受けて中破し、侵入してきたデータ少佐によって艦内のセラロン放射線発生器を破壊され、その爆発により轟沈する。

## 武装
ロミュラン帝国のものよりさらに高度な遮蔽装置を持っており、その完璧なまでな姿の消し方から、惑星連邦の艦ではシミターが10m先をかすめても気づくことはないと言われるほどである。さらに遮蔽中は武器が使えないというのがこれまでの『スタートレック』の約束事であったが、シミターは姿を消したままディスラプターおよび光子魚雷を撃つことができる。
U.S.S.エンタープライズEがスキャンした結果によると、艦を守る防御シールドが主要シールドと補助シールドの二重構造になっており、ディスラプター・バンク（砲台）を52基装備し、さらには光子魚雷格納庫が27室（つまり光子魚雷が数千発搭載されている）もある。さらに姿を消したまま攻撃できるため、U.S.S.エンタープライズEとヴァルドア級ウォーバード二隻を一度にまとめて相手にしながら軽くあしらえるほどの極めて高い戦闘力を持つ。またさらに有機物質を原子レベルで破壊するセラロン放射線を広範囲に照射するという大量殺戮兵器を搭載しており、これを使用するには放射装置である左右のウィングをそれぞれ4枚に分裂させて展開させる必要がある。なお本艦一隻で、1つの惑星の生命体を全て抹殺可能なだけのセラロン放射線を発生させることができる。

## 同型艦
I.R.W.ディシウス（I.R.W.Decius）
ロミュラン・ウォーバード。地球暦2409年、レイター星系に侵攻してきたU.S.S.サンジョゼ率いる惑星連邦特別機動艦隊を迎撃するロミュラン艦隊の旗艦。激戦のすえ、レイター3号星の軌道上で撃沈される。『Star Trek Online』に登場。
セラロン放射兵器を搭載しているが、ゲームシステム上は範囲攻撃が可能な特殊武装という扱いになっている。船体正面の放射状のエリアにいる全ての標的に対し、シールドを破壊し船体にも致命的なダメージを与える効果がある。
I.R.W.リーヴァル（I.R.W.Leahval）
ロミュラン・ウォーバード、女帝セーラの座乗艦。ブレア星系でレムス・宇宙艦隊の連合艦隊と交戦し大破するが、撃沈寸前でアイコニア戦艦に救出されゲートウェイの彼方へ逃亡する。セラロン放射兵器を搭載。『Star Trek Online』に登場。
このほか、『Star Trek Online』ではプレイヤーもC-STOREでScimitar級を有料購入することができる。なお、キャラクタークラスにあわせてScience・Tactical・Engneeringの3タイプが存在する。